# Јилих
Јилих (њем. Jülich) град је у њемачкој савезној држави Северна Рајна-Вестфалија. Једно је од 15 општинских средишта округа Дирен. Према процјени из 2010. у граду је живјело 33.342 становника. У граду се налази свјетски чувени Истраживачки центар Јилих са годишњим буџетом од око пола милијарде евра.

## Историја
Добио је статус града 1234. године. Уништен је у борби са Келнском надбискупијом, али поново је изграђен 1278. Био је главни град Јилишкога војводства, које се сукобљавало са оближњом Келнском надбискупијом. Након једнога пожара 1547. град је поново изграђен у великом стилу као идеални ренесансни град под вођством италијанскога архитекте Александра Паскалинија. Након гашења војводске лозе 1609. Јилишко војводство је подјељено. Током 1620. окупирала га је холандска, па затим шпанска војска. Град је припадао Палатинату-Нојбург, затим Палтинату од 1685, а Баварској од 1777. Од 1794. до 1815. био је у саставу Француске, да би 1815. ушао у састав Прусије. Град је потпуно уништен (97%) за време савезничкога бомбардовања 16. 11. 1944, да би био поново обновљен након рата према ренесансним плановима. Крај града у једној шуми основан је 1956. свјетски чувен Истраживачки центар Јилих, који је најприје био познат као нуклеарни истраживачки центар, да би временом постао истраживачки и за друге области физике, хемије и биологије.

## Географски и демографски подаци
Јилих се налази у савезној држави Северна Рајна-Вестфалија у округу Дирен, чији је највећи град Дирен. Град се налази на надморској висини од 83 метра. Површина општине износи 90,4 km². У самом граду је, према процјени из 2010. године, живјело 33.342 становника. Просјечна густина становништва износи 369 становника/km².

## Остали подаци
Посједује регионалну шифру (AGS) 5358024, NUTS (DEA26) и LOCODE (DE JUE) код.

## Међународна сарадња
| Мјесто  | Држава    | Врста сарадње | Од    |
| ------- | --------- | ------------- | ----- |
| Обурден | Француска | партнерство   | 1964. |
| Извор   |           |               |       |